# Chilgok
Chilgok es un condado en Gyeongsang del Norte, Corea del Sur. La sede del gobierno está en Waegwan-Eup. Entre la gente famosa de la provincia se incluye al militar de la Dinastía Joseon Shin Ryu. En 1978, Indong-Myeon se unió a Gumi y en 1981, Chilgok-Eup se unió a Daegu.

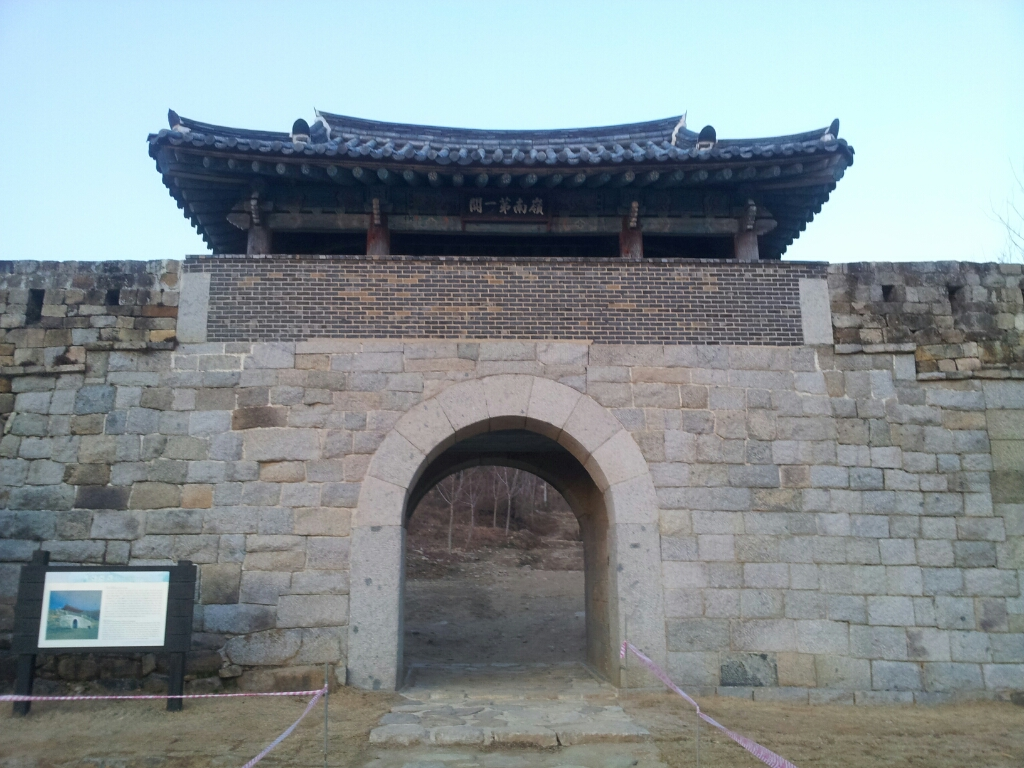
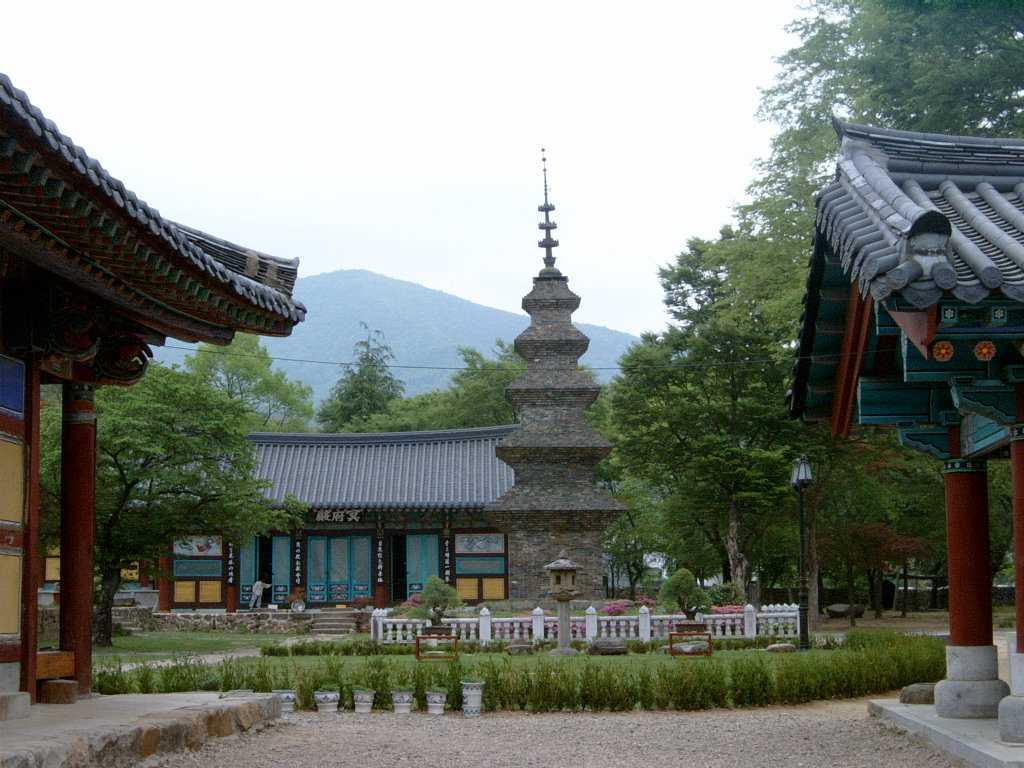
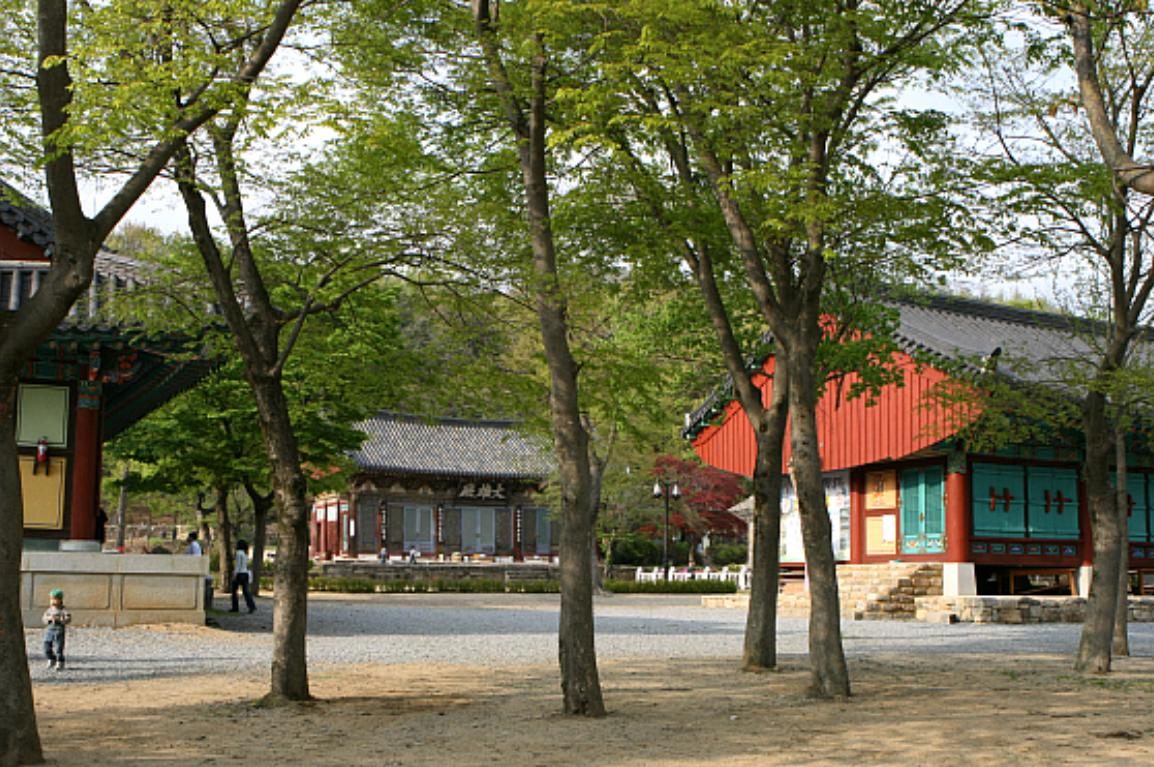